# Neonitocris eulitopoides
Neonitocris eulitopoides là một loài bọ cánh cứng trong họ Cerambycidae.